# 液体ヘリウム

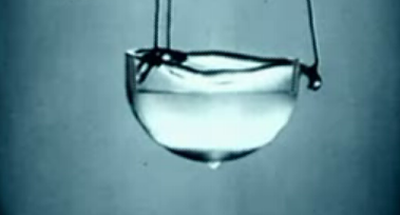
容器の中の液体ヘリウム

ヘリウムは、-269 ℃(約4 K)という極低温で液体として存在する。ヘリウムの安定な同位体には大多数を占めるヘリウム4と非常に希少なヘリウム3の2種類しかないが、沸点や臨界点は、同位体によって異なる。1気圧、沸点でのヘリウム4の密度は、約125 g/lである。
物性研究においても特に超伝導体や高磁場を発生する電磁石の冷却のために寒剤として多用される。このため規模の大きい大学や研究機関では、利便性の向上やコスト低減のために利用後の気化したヘリウムの回収配管とともに液化装置を所有していることが多い。

## 液化
ヘリウムは、1908年7月10日にオランダの物理学者ヘイケ・カメルリング・オネスによって初めて液化された。当時は、質量分析法がまだ発明されていなかったため、ヘリウム3は知られていなかった。近年、液体ヘリウムは冷媒として使用されており、核磁気共鳴画像法や核磁気共鳴、脳磁図等に用いられる超伝導電磁石の冷却や、低温メスバウアー分光のような物理学実験で用いるために、商業的に生産が行われている。ヘリウムは、ジュール＝トムソン効果を利用したハンプソン＝リンデサイクルを用いてのみ液化が可能であり、より単純な他の冷却方法では得ることが出来ない。

## 性質
ヘリウム原子間の引力が弱いため、液体ヘリウムを作るために必要な温度は低い。ヘリウムは単原子分子であり、貴ガスであるためもともと分子間力が弱いが、量子力学的効果により、分子間力はさらに小さくなっている。これらの効果は、ヘリウムの原子量が4と小さいため非常に大きくなっている。液体ヘリウムの零点エネルギーは、隣の原子の関与が小さいほど小さくなる。そのため、液体ヘリウムの基底状態エネルギーは、自然発生的な原子間の平均距離の増大によって減少している。しかし、より大きな原子間距離においては、分子間力の効果はさらに弱まっている。
ヘリウムの分子間力は非常に弱いため、この元素は、大気圧下では、液化温度から絶対零度までずっと液体のままである。液体ヘリウムを固化させるためには、極低温と超高圧が必要である。液化温度より十分に低い温度では、ヘリウム4もヘリウム3も超流動の状態に転移する。
液体のヘリウム4とヘリウム3は、飽和蒸気圧下、0.9 K以下の温度では完全には混ざり合わない。この温度以下では、2つの同位体の混合物は相分離の状態にあり、主にヘリウム4で構成される密度の高い超流動相（ヘリウム3が約6%溶け込んでいる）の上に、主にヘリウム3で構成される通常の流体が浮かんだ状態になる。この相分離は、相分離することによって、液体ヘリウム全体の体積が熱力学的エンタルピーを減少させることになるために起こる。
非常に低い温度では、ヘリウム4が主体の超流動相は最大6%のヘリウム3を含むことができる。この（ヘリウム3がヘリウム4で希釈された）状態は、数ミリケルビンの温度を作ることが可能な3He-4He希釈冷凍法を小スケールの装置で利用可能にしている。

## データ
| 液体ヘリウムの性質           | ヘリウム4 | ヘリウム3          |
| ---------------------------- | --------- | ------------------ |
| 臨界点                       | 5.2 K     | 3.3 K              |
| 大気圧での沸点               | 4.2 K     | 3.2 K              |
| 最低融解圧力                 | 25 atm    | 0.3 Kで29 atm      |
| 飽和蒸気圧での超流動転移温度 | 2.17 K    | 磁場なしでは、1 mK |

## 保管
液体ヘリウムは真空断熱された金属容器で保管され、移送には専用のトランスファーチューブを用いる。

## ギャラリー

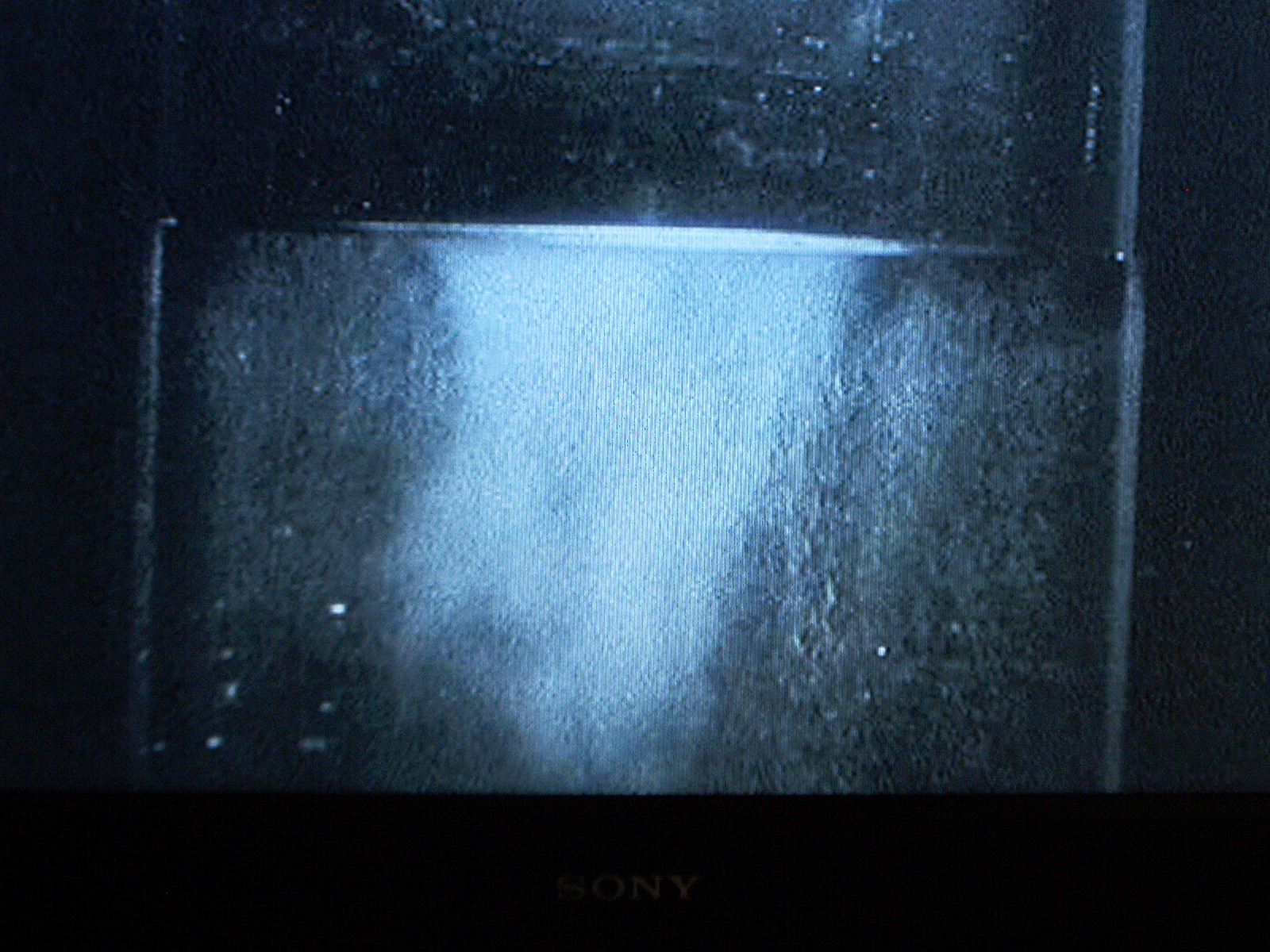
ゆっくりと気化するデュワー瓶中の液体ヘリウム
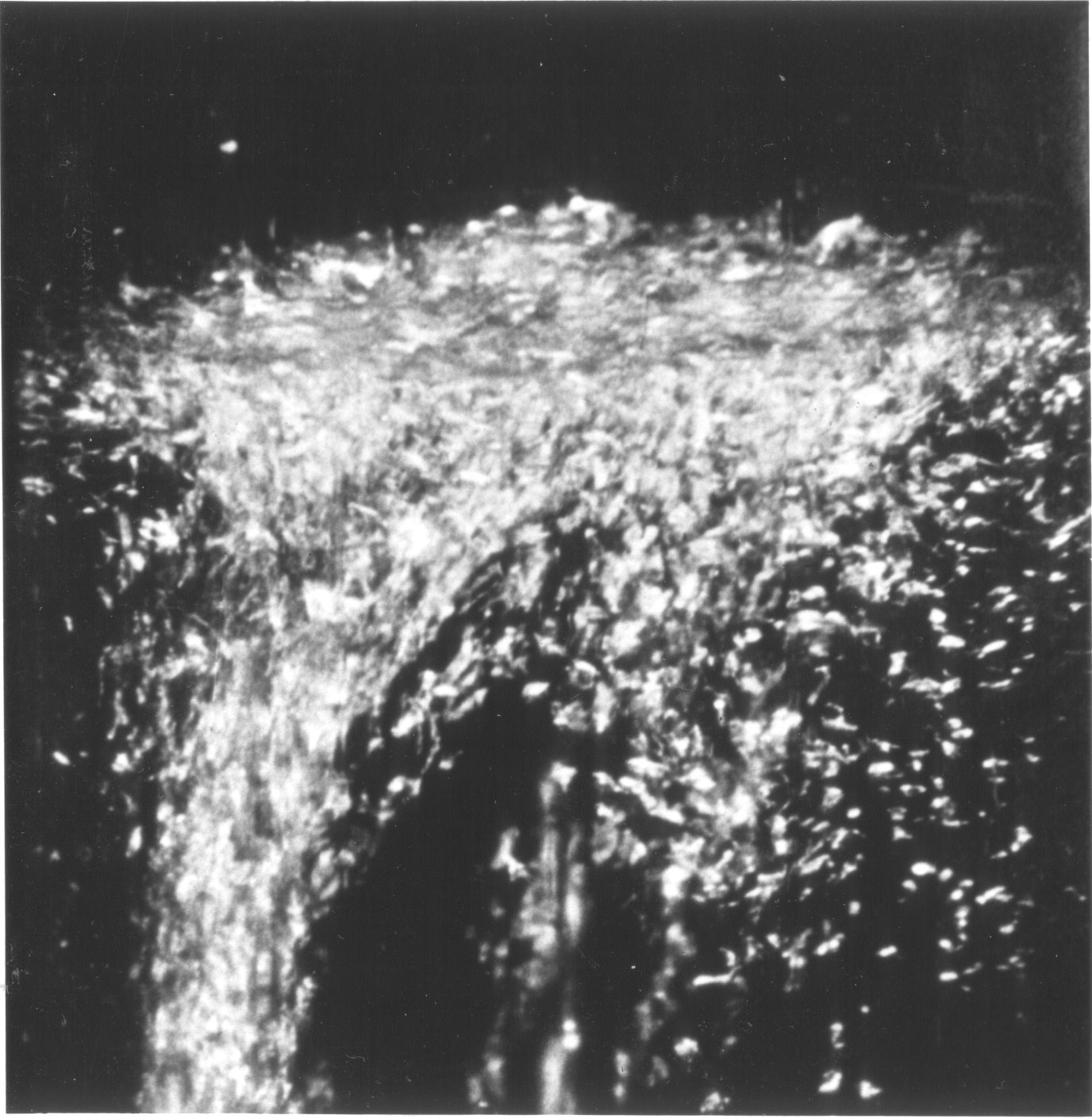
ラムダ転移：温度が転移点である2.17 K以上の液体ヘリウムでは気泡が液体の中から生じる形で沸騰する。
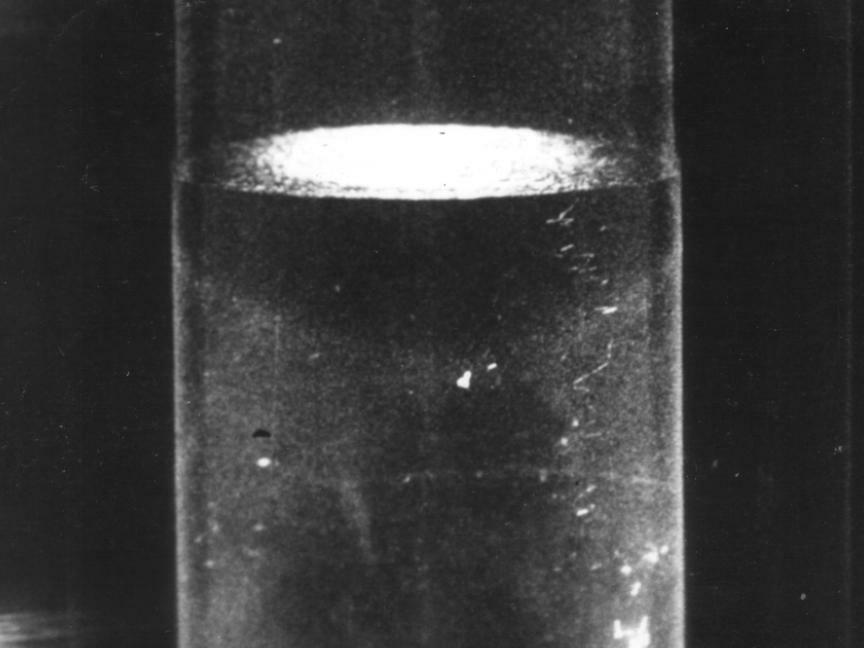
2.17 K以下の超流動相では、熱伝導性が非常に大きくなる。これにより液体中の熱はすみやかに液面まで運ばれるので、気化は液体の自由表面でのみ起こる。そのため液体内には気泡は現れない。